# Quando quando quando/Sedici anni
Quando quando quando/Sedici anni è un singolo di Emilio Pericoli, pubblicato dalla Ricordi nel 1962.

## I brani

### Quando quando quando
Quando quando quando, pubblicato sul lato A del singolo, è il brano presentato al Festival di Sanremo 1962 nell'interpretazione dell'artista in doppia esibizione con Tony Renis, di cui è la musica; mentre il testo è di Alberto Testa.

### Sedici anni
Sedici anni, pubblicato sul lato B del singolo, è il brano presentato a Canzonissima l'anno prima. Il testo è del duo Gallo-Zanfagna, mentre la musica è di Austin Forte.

## Tracce
1. Quando quando quando (Festival di Sanremo 1962) – 3:07 (testo: Alberto Testa – musica: Tony Renis)
2. Sedici anni (Canzonissima 1961) – 3:14 (testo: Gallo-Zanfagna – musica: Austin Forte)